# Idaea sublongaria
Idaea sublongaria är en fjärilsart som beskrevs av Otto Staudinger 1900. Idaea sublongaria ingår i släktet Idaea och familjen mätare. Inga underarter finns listade i Catalogue of Life.